# Messerschmitt Bf 108
Messerschmitt Bf 108 Taifun bio je njemački jednomotorni sportski jednokrilac metalne konstrukcije razvijen u tvrtki Bayerische Flugzeugwerke.

### Dizajn i razvoj
S prvotnom oznakom M 37 bio je osmišljen kao sportsko-rekreacijski avion namijenjen za Zračnu utrku 1934. koja se po četvrti puta (ujedno i zadnja utrka) održavala u Poljskoj. Prototip M 37 poletio je prvi put u proljeće 1934. Avion je pokretao Hirth HM 8U obrnuti V motor od 184 kW s trokrakim propelerom.
Iako M 37 na utrci nije imao zapaženi uspjeh, njegova izvedba je označena kao dobar izbor za snimanja tijekom leta. Jedan od prvih većih izmjena na inačici za proizvodnju bila je prilagodba trupa za četiri sjedala.
Bf 108A imao je prvi let 1934. a slijedio ga je Bf 108B u 1935. godini. Na Bf 108B korišten je zrakom hlađeni Argus As 10 obrnuti V8 motor. Nadimak Taifun dobio je po avionu u vlasništvu poznate njemačke pilotkinje Elly Beinhorn.

## Inačice
- M 37/Bf 108A -  inicijalna inačica dizajnirana 1934. godine za Zračnu utrku 1934. Šest aviona pokretali su Hirth HM 8U motori, jedan je u početku imao Argus As17B linijski motor od 162 kW (217 KS) a kasnije Simens Sh14A radijalni motor od 118 kW (158 KS).[4]
- Bf 108B – preinačena inačica građena od kraja 1935. Prototip je imao radijalni Siemens Sh14A motor dok je na proizvedene avione ugrađivan Argus 10C od 177 kW (237 KS) ili Argus 10E od 199 kW (266 KS). Redizajn aviona uključivao je: kvadratni oblik trupa umjesto pravokutnog stražnjeg stakla, repni kotač umjesto skije, preinačen oblik repnih površina i uklanjanje gornjih upornica horizontalnog stabilizatora.[4]
- Bf 108C – planirana inačica velike brzine s Hirth HM 512 motorom od 294 kW (395 KS). Avion najvjerojatnije nije izgrađen.[4]
- Me 208 – unaprijeđena, proširena inačica s uvlačivim tricikl podvozjem. Dva prototipa izrađena su u francuskom Nord Aviationu tijekom rata. Poslije 1945. Nord je nastavio proizvodnju aviona kao Nord Noralpha.
- Nord 1000 Pingouin -  Bf 108 izgrađivan u Francuskoj tijekom i nakon rata od strane Norda, nakon čega slijedi Nord 1001 s neznatnim preinakama i Nord 1002 s Renault motorom.

## Tehničke karakteristike (Bf 108B)
Izvori podataka: Jane's AWA 1938
Osnovne karakteristike
- dužina: 8,3 m
- raspon krila: 10,5 m
- površina krila: 16 m2
- visina: 2,3 m

Letne karakteristike
- najveća brzina: 305 km/h
- ekonomska brzina: 260 km/h
- dolet: 1.000 km
- brzina penjanja: 5,21 m/s
- najveća visina leta: 6.200 m
- specifično opterećenje krila: 83,4 kg/m2
- motor: Argus As 10C

## Vanjske poveznice
- N.Z. Warbirds Association  Arhivirana inačica izvorne stranice od 7. veljače 2009. (Wayback Machine)
- Messerschmitt 108 to Nord 1002